# Isosaari (ö i Finland, Norra Österbotten, Koillismaa, lat 66,09, long 29,79)
Isosaari är en ö i Finland. Den ligger i sjön Pieni Särkiluoma och i kommunen Kuusamo i den ekonomiska regionen  Koillismaa ekonomiska region  och landskapet Norra Österbotten, i den nordöstra delen av landet, 700 km norr om huvudstaden Helsingfors. Öns area är 5,5 hektar och dess största längd är 500 meter i öst-västlig riktning.